# Anthomastus granulosus
Anthomastus granulosus is een zachte koraalsoort uit de familie Alcyoniidae. De koraalsoort komt uit het geslacht Anthomastus. Anthomastus granulosus werd in 1910 voor het eerst wetenschappelijk beschreven door Kükenthal. 